# Liste des anciennes communes de la province de Frise
En 1812, la province néerlandaise de la Frise comptait 93 communes. Depuis 2019, il n'y a plus que 18.
Étapes principales des fusions :
- 1984 : Province entière

## Liste des fusions des communes de la Frise

### 2019
- Dongeradeel > Noardeast-Fryslân*
- Ferwerderadiel > Noardeast-Fryslân*
- Kollumerland en Nieuwkruisland > Noardeast-Fryslân*

### 2018
- Het Bildt > Waadhoeke*
- Franekeradeel > Waadhoeke*
- Leeuwarderadeel > Leeuwarden
- Littenseradiel > Leeuwarden, Súdwest-Fryslân, Waadhoeke*
- Menameradiel > Waadhoeke*

### 2015
- De Friese Meren > De Fryske Marren - adoption du nom officiel en frison occidental

### 2014
- Boarnsterhim > Leeuwarden, Heerenveen, Súdwest-Fryslân, De Friese Meren*
- Gaasterlân-Sleat > De Friese Meren*
- Lemsterland > De Friese Meren*
- Skarsterlân > De Friese Meren*, Heerenveen

### 2012
- Súdwest Fryslân > Súdwest-Fryslân

### 2011
- Bolsward > Súdwest Fryslân*
- Menaldumadeel > Menameradiel - adoption du nom officiel en frison occidental
- Nijefurd > Súdwest Fryslân*
- Sneek > Súdwest Fryslân*
- Wûnseradiel > Súdwest Fryslân*
- Wymbritseradiel > Súdwest Fryslân*

### 1999
- Ferwerderadeel > Ferwerderadiel - adoption du nom officiel en frison occidental

### 1989
- Tietjerksteradeel > Tytsjerksteradiel - adoption du nom officiel en frison occidental

### 1987
- Wonseradeel > Wûnseradiel - adoption du nom officiel en frison occidental

### 1986
- Wymbritseradeel > Wymbritseradiel - adoption du nom officiel en frison occidental

### 1985
- Boornsterhem > Boarnsterhim - adoption du nom officiel en frison occidental
- Gaasterland > Gaasterlân-Sleat - adoption du nom officiel en frison occidental
- Littenseradeel > Littenseradiel - adoption du nom officiel en frison occidental
- Scharsterland > Skarsterlân - adoption du nom officiel en frison occidental

### 1984
- Baarderadeel > Littenseradeel*
- Barradeel > Franekeradeel*
- Dokkum > Dongeradeel*
- Doniawerstal > Scharsterland*
- Franeker > Franekeradeel*
- Haskerland > Scharsterland*
- Hemelumer Oldeferd > Nijefurd*
- Hennaarderadeel > Littenseradeel*
- Hindeloopen > Nijefurd*
- Idaarderadeel > Boornsterhem*
- Oostdongeradeel > Dongeradeel*
- Rauwerderhem > Boornsterhem*
- Sloten > Gaasterland
- Stavoren > Nijefurd*
- Utingeradeel > Boornsterhem*
- Westdongeradeel > Dongeradeel*
- Workum > Nijefurd*
- IJlst > Wymbritseradeel*

### 1979
- Staveren > Stavoren - modification du nom officiel

### 1956
- Hemelumer Oldephaert en Noordwolde > Hemelumer Oldeferd - modification du nom officiel

### 1934
- Aengwirden > Heerenveen*
- Schoterland > Heerenveen*

## Référence et source
- (nl) Ad van der Meer et Onno Boonstra, Repertorium van Nederlandse gemeenten 1812-2006, DANS Data Guide 2, La Haye, 2006